# 仁科喜世志
仁科 喜世志（にしな きよし、1950年8月 - ）は、日本の政治家。静岡県函南町長（2期）。元静岡県議会議員（2期）。

## 来歴
函南町立函南小学校、函南町立函南中学校、静岡県立韮山高等学校卒業。1973年（昭和48年）3月、法政大学卒業。同年4月、函南町役場に入庁。2010年（平成22年）11月、函南町役場を退職。
2011年（平成23年）4月、静岡県議会議員選挙に無所属で立候補し初当選。2015年（平成27年）の県議選は自由民主党公認で立候補し再選。
2018年（平成30年）3月25日に行われた函南町長選挙に立候補し、現職の森延彦（連合静岡推薦）ら2候補を破り初当選を果たした。投票率は46.71％。4月11日、町長就任。
2022年（令和4年）3月27日投開票の町長選挙で新人2候補を破り再選。